# Línea de comandos de Windows
La Línea de Comandos de Windows es una implementación de la consola MS-DOS para la interfaz gráfica de las diversas versiones Microsoft Windows.
La línea de comandos ha estado presente en forma activa en el sistema operativo Windows desde la versión 3.0 hasta la versión Windows 98, donde los programas de la interfaz gráfica eran ejecutados por medio de la consola y sobre la cual todo el sistema operativo era montado.
A partir de la versión de Windows XP, la línea de comandos pasó a segundo plano como un complemento de sistema, sin que perdiera la funcionalidad de la misma.

## Evolución de la línea de comandos
Una versión previa de la línea de comandos y el formato de archivos batch, fue lanzada en la versión 2.0 de Windows, la cual permitía crear archivos con extensión pif, los cuales eran ejecutados en la misma línea de comandos que el hilo principal del sistema operativo, lo que producía problema de protección de memoria para el sistema operativo.
La línea de comandos de Windows como accesorio de sistema existió a partir de la versión de Windows 3.0 sin entregar más funcionalidades adicionales, a excepción de ejecutarse en una ventana independiente al entorno gráfico del sistema, entregando la posibilidad de crear más de una sesión de DOS por ejecución de consola, reparando los problemas de la versión antecesora de Windows. Esta ventaja permitía que el usuario pudiera invocar programas desde la consola de comandos sin salir del modo gráfico.
En las versiones de Windows 95 y 98, la línea de comandos cargaba la interfaz gráfica del usuario y se podía encontrar como un accesorio de sistema, el cual puede invocar a procesos desde la línea comando como un hilo absolutamente independiente al sistema operativo, pero aun así, los problemas de protección de memoria persistían en esta versiones de Windows, generando las pantallas azules de la muerte, que es una llamada crítica de inestabilidad del sistema operativo.
Los sistemas operativos Windows XP y Vista, al encontrarse basados en el núcleo de Windows NT, no se basa en un intérprete de comandos en modo texto (MS-DOS), por lo cual la línea de comandos no es un elemento esencial para el sistema operativo. Aun así, la línea de comandos se sigue incluyendo como un accesorio del sistema.

## Acceso a la línea de comandos en Windows
En las diversas versiones de Windows, la mayoría de las ocasiones es posible de encontrarse en la carpeta de "Accesorios". Otro medio de acceder es mediante el comando "command.com" (hasta Windows 98) o "cmd.exe" (desde Windows 2000), el cual abre una nueva ventana con la línea de comando.